# نیژنیه اینخو
نیژنیه اینخو (به لاتین: Nizhneye Inkho) یک منطقهٔ مسکونی در روسیه است که در داغستان واقع شده‌است.